# Торнтон, Мелоди
Ме́лоди То́рнтон (англ. Melody Thornton; род. 28 сентября 1984, Финикс) — американская R&B певица, танцовщица, и автор песен. Получила известность выступая в поп-группе The Pussycat Dolls. Торнтон занимала вторую ведущую вокальную роль в группе после Николь Шерзингер. В 2010 году Торнтон ушла из группы, решив сосредоточиться на сольной карьере. Первый микстейп Торнтон, P.O.Y.B.L. был выпущен 15 марта 2012 года.

## Ранняя жизнь
Торнтон окончила среднюю школу в городе Финикс, штат Аризона в 2003 году. Она мексиканского происхождения со стороны её матери, и афроамериканского со стороны отца. У неё есть старшая сестра Николь Торнтон. Свой талант она впервые проявила в Papago Elementary School, когда исполнила композицию Мэрайи Кэри «Without You».

## Карьера

### 2003-10: эра The Pussycat Dolls
В 2003 году Торнтон была принята в The Pussycat Dolls. Она увидела по MTV передачу о Кристине Агилере, которая выступала вместе с The Pussycat Dolls, и услышала, что им нужен новый член группы. Торнтон прошла прослушивание и попала в группу. The Pussycat Dolls подписали контракт с лейблом Interscope Records. Её прозвище в группе Baby Doll, так как она является самой младшей в группе.
The Pussycat Dolls получили мировую известность в 2005 году, после выхода их дебютного альбома PCD. Альбом дебютировал под номером пять в US Billboard 200 Chart. Из альбома вышли такие хиты как: «Don't Cha» совместно Баста Раймс, «Buttons» с Снуп Догом и «Stickwitu» медленная баллада. Последняя принесла группе номинацию на Грэмми. В 2007 вместе рэпером Jibbs записала песню и снялась в клипе «Go Too Far», для его альбома Jibbs featuring Jibbs, которая вышла 13 января 2007 года. После ухода из группы Кармит Бачар в марте 2008 года, группа продолжила выступать как квинтет и в том же году выходит их второй альбом Doll Domination, который включил в себя хиты: «When I Grow Up», «I Hate This Part», «Jai Ho! (You Are My Destiny)» и «Hush Hush». В записях многих песен альбома она приняла непосредственное участие. Так она записала свой вокал для таких песен как, например: «Elevator», «When I Grow Up», «Love the Way You Love Me», «Takin' Over the World», «Painted Windows», «Whatcha Think About That» и «Top of the World». Для делюкс версии альбома каждая из участниц записала свою сольную песню. Песня Торнтон — «Space».

### 2010-настоящее время: «Sweet Vendetta», «P.O.Y.B.L.» и сольный альбом
Во время перерыва The Pussycat Dolls, Торнтон работала над несколькими проектами, включая камео на клип Кери Хилсон «Slow Dance», а также была судьёй на шоу E! Bank of Hollywood спродюсированным Райаном Сикретс. В июне 2010 года Rap-Up сообщили, что Торнтон покинула The Pussycat Dolls, чтобы продолжить сольную карьеру. Говоря о своей позиции в группе, она прокомментировала следующее: «Я хотела попасть в группу, чтобы петь. Со временем мне стало все более и более очевидно, что происходит. Роли были сведены к минимуму».
20 февраля 2010, в интервью Торнтон рассказала, что её музыка будет отличаться от музыки The Pussycat Dolls, она также хочется продолжать работать в жанре поп. В июне 2010 Rap-Up объявили, что она начала работу над своим сольным альбомом и ведёт сотрудничество с Си Ло Грином, Polow Da Don и Лил Уэйном. Запись Торнтон и Си Ло «Love Gun» просочилась в интернет. Песня была выпущена в альбоме Лорен Беннетт Lady Killer.
16 июня 2011 года был выпущен первый официальный сингл Торнтон «Sweet Vendetta». 26 июня она объявила о планах выпустить свой альбом в 2012 году. 5 марта 2012, «Lipstick & Guilt» был выпущен в качестве промосингла. 15 марта 2012 был выпущен её первый микстейп «P.O.Y.B.L.» (Piss On Your Black List). Микстейп содержит 10 треков, пять римейков и четыре оригинала, все написаны Торнтон. Проект включает в себя композиции «Smoking Gun», «Sweet Vendetta», «Intro», Hit the Ground Runnin'". Плюс дуэт с Бобби Ньюберри кавер на песню «Bulletproof» дуэта La Roux.
24 мая 2012 состоялась премьера клипа «Bulletproof». 14 июня 2012, появилась в эпизодической роли в клипе Бобби Ньюберри на песню «Dirrty Up», со своей бывшей коллегой по группе The Pussycat Dolls, Эшли Робертс. Также в 2012 Торнтон снялась в клипе Джейсона Деруло «Don't Wanna Go Home».
30 апреля 2013, Торнтон записала свой вокал для песни LL Cool J «Something About You (Love the World)» из альбома Authentic, вместе с Чарли Уилсоном и Earth, Wind & Fire.
17 мая 2013 появилась в клипе Fat Joe «Ballin».

## Дискография: The Pussycat Dolls
- «PCD» (2005)
- «Doll Domination» (2008)

### Сольный Альбом
- P.O.Y.B.L (2012)

### Музыкальные клипы
- 2006 «Go Too Far» (Feat. Jibbs)
- 2009 «Slow Dance»
- 2011 «Don’t Wanna Go Home»
- 2012 «Lipstick & Guilt», «Smoking Gun», «Someone To Believe», «Bulletproof»